# Filarmonica di Černivci

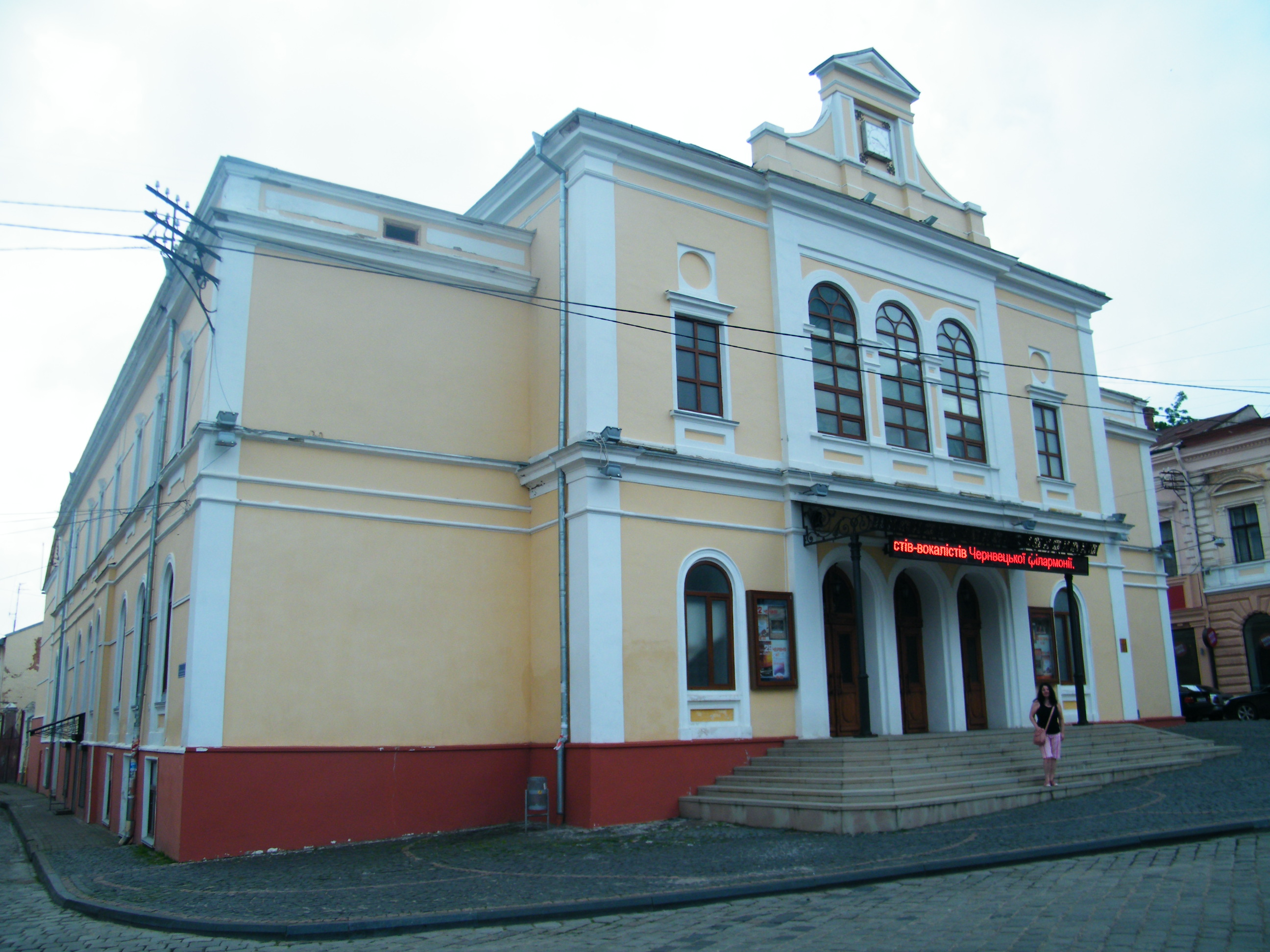
Filarmonica di Černivci

La Filarmonica di Černivci (dall'ucraino, letteralmente: Filarmonica regionale di Černivci - Чернівецька обласна філармонія) fa parte della rete delle sale filarmoniche statali in Ucraina situate nella parte centrale di Černivci, in Ucraina.

## Sala originale
L'attuale sala fu completata nel 1876-1877 come sala da concerto della Società musicale ucraina.

## Storia recente

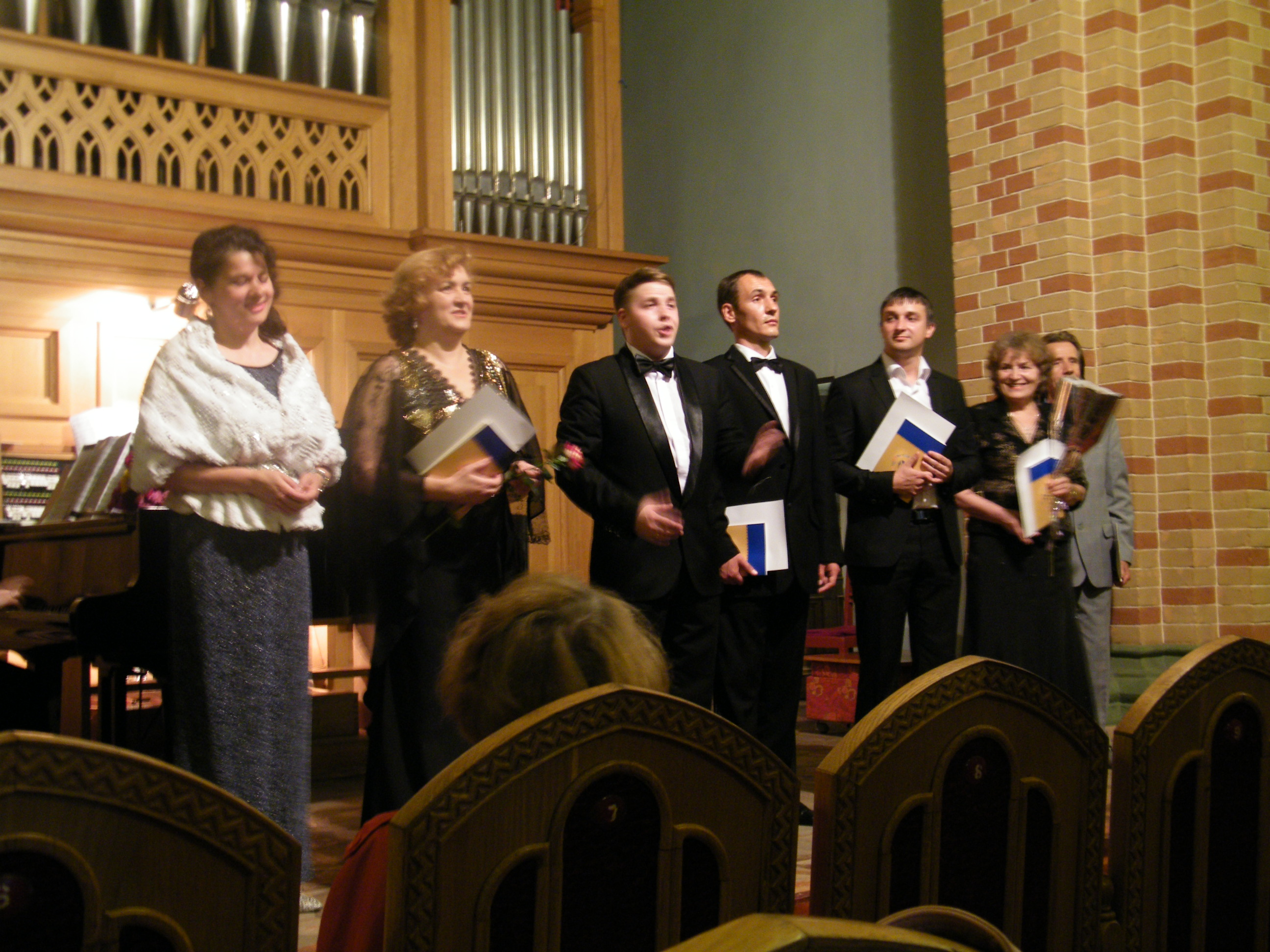
Artisti della Filarmonica di Černivci dopo il concerto finale del 2013

L'entità "Chernivtsi Philharmonic Hall" è stata fondata nel 1940. La sala per musica d'organo e da camera è stata inaugurata il 18 agosto 1992, in occasione dell'anniversario dell'indipendenza dell'Ucraina.

## Programmi di concerti
La sala è la casa, le prove e il luogo dei concerti di musicisti e gruppi musicali che suonano musica classica ma anche popolare.
Nel 1944 fu fondato il Bukovina Song and Dance Ensemble of Ukraine. L'Orchestra da camera si esibisce dal 1975 e nel 1978 ha vinto il concorso repubblicano di ensemble di musica da camera a Kiev. Nel 1992 è stata fondata l'Orchestra Sinfonica Filarmonica di Černivci, nel 1993 il Coro da Camera. La sala filarmonica divenne il punto di partenza di artisti come Jan Tabachnik, Sofija Rotaru e Sophia Agranovich.